# Bau (geografia)
Bau es una roca o escull permanentment submergit al mar, però prop de la superfície, de forma que pot ser un perill per la navegació i en alguns casos produir trencament d'ones. És un topònim que es fa servir més comunament a l'Alt Empordà mentre que a la resta del territori dels Països Catalans és més comú el terme "llosa" o "baix".